# Chimia Râmnicu Vâlcea
Chimia Râmnicu Vâlcea was een Roemeense voetbalclub uit de stad Râmnicu Vâlcea.
In 1973 won de club als 2de klasser de beker van Roemenië en had daarmee recht op Europees voetbal, het Noord-Ierse Glentoran FC was echter te sterk voor de club. In 1974 promoveerde de club dan naar de hoogste klasse maar werd meteen terug naar 2de verwezen. In 1978 keerde de club terug en eindigde de volgende seizoenen in de betere middenmoot, vanaf 1983 ging het dan langzaam bergaf en in 1987 volgde een nieuwe degradatie. Daarna slaagde de club er niet meer in te promoveren.
In 2004 ging de club ter ziele.

## Erelijst
- Beker van Roemenië
  - 1973

| Periode   | Naam                         |
| 1946–1947 | Vâlceana Râmnicu Vâlcea      |
| 1947–1956 | CSM Râmnicu Vâlcea           |
| 1956–1957 | Flamura Roșie Râmnicu Vâlcea |
| 1957–1958 | Unirea Râmnicu Vâlcea        |
| 1958–1960 | Șantierul Govora             |
| 1960–1962 | Chimia Govora                |
| 1962–1965 | Unirea Râmnicu Vâlcea        |
| 1965–1967 | Oltul Râmnicu Vâlcea         |
| 1967–1994 | Chimia Râmnicu Vâlcea        |
| 1994–2004 | FC Râmnicu Vâlcea            |

## Chimia in Europa
Uitslagen vanuit gezichtspunt Chimia Râmnicu Vâlcea
| Seizoen | Competitie   | Ronde | Land                   | Club         | Totaalscore | 1e W    | 2e W    | PUC |
| ------- | ------------ | ----- | ---------------------- | ------------ | ----------- | ------- | ------- | --- |
| 1973/74 | Europacup II | 1R    | Vlag van Noord-Ierland | Glentoran FC | 2-4         | 2-2 (T) | 0-2 (U) | 1.0 |

Totaal aantal punten voor UEFA coëfficiënten: 1.0

## Bekende (ex-)spelers
- Laurențiu Brănescu

Zie ook Deelnemers UEFA-toernooien Roemenië